# Shōmatsu Yokoyama
Shōmatsu Yokoyama (横山 正松?, Yokoyama Shōmatsu; Distretto di Kitauonuma, 19 novembre 1913 – 14 agosto 1992) è stato un medico giapponese.
Fisiologo e medico militare, durante la seconda guerra sino-giapponese disobbedì agli ordini e si rifiutò di condurre esperimenti crudeli sugli esseri umani, al momento comuni nell'Impero giapponese.